# Атаянц Сергій Аванесович
Сергій Аванесович Атаянц (1928–2012) — радянський та російський інженер-конструктор, організатор авіаційної промисловості, заступник генерального конструктора ТАНТК імені Г. М. Берієва (1973—2012). Лауреат Премії Уряду Російської Федерації у галузі науки і техніки (1996).

## Біографія
Народився 15 червня 1928 року в Махачкалі. Батьки С. Атаянця походять із села Дашбаши (Караглух) Гадрутського району НКАО. Засновник роду Атаянців на рубежі 18-19 століть збудував у селі церкву Богоматері.
Дядько архітектора Максима Атаянця.
До 1946 року працював і навчався у Махачкалінській середній школі. З 1946 по 1952 роки навчався на літакобудівному факультеті Харківського авіаційного інституту, здобувши спеціальність інженера-механіка з літакобудування.
з 1952 року направлений до Таганрогу на ОКБ-49. З 1952 по 1954 роки — інженер-конструктор бригади обладнання літаків, з 1954 по 1962 роки — начальник конструкторської бригади, керував створенням висотного обладнання для літака Бе-10. З 1962 по 1972 — начальник конструкторського відділу і заступник начальника Конструкторського бюро (КБ-3 — конструкторське бюро бортового радіоелектронного обладнання), з 1972 по 1973 був провідним конструктором по літаку.
З 1973 по 2012 роки — заступник генерального конструктора ТАНТК імені Г. М. Берієва, С. А. Атаянц брав безпосередньо участь у розробці двох найскладніших авіаційних комплексів: літака-ретранслятора Ту-142МР та літака радіолокаційного дозору та наведення А-50, будучи заступником головного конструктора з цих тем та вирішуючи ключові питання при їх проектуванні, будівництві та проведенні випробувань. До 2012 року під керівництвом С. А. Атаянця велися роботи з розробки новітнього авіаційного комплексу А-100 на зміну літакам А-50, а також літака постановки перешкод А-90.
Помер 28 вересня 2012 року в місті Таганрог, Ростовській області.

## Нагороди
- Орден Трудового Червоного Прапора (1983)
- Орден Знак Пошани (1971)
- Орден Пошани

## Премії
- Премія Уряду Російської Федерації в галузі науки і техніки (11.01.1996 — «за розробку та створення нової техніки»)

## Пам'ять
- У зв'язку зі стратегічним значенням літаків радіолокаційного дозору та наведення (РЛДН) А-50 і А-50У, а також збереження пам'яті про головного конструктора, який зробив величезний внесок у їх розробку та створення, рішенням Військової ради ВПС Росії літаку А-50У бортовий номер 37 в 2014 році присвоєно ім'я — «Сергій Атаянц».